# Maureen Caird
Maureen Caird, född den 29 september 1951, är en australisk före detta friidrottare som tävlade under 1960-talet och 1970-talet i häcklöpning.
Caird blev vid Olympiska sommarspelen 1968 den yngste segraren någonsin i friidrott då hon som 17-åring vann guld på 80 meter häck. Vid Samväldesspelen 1970 tävlade man på den nya distansen 100 meter häck där hon blev silvermedaljör slagen av landsmannen Pam Kilborn. 
Caird försökte försvara sitt guld vid Olympiska sommarspelen 1972 i München men klarade inte sig vidare till finalen.